# Manuel Ortiz Monasterio
Manuel Ortiz Monasterio Popham (* 4. Februar 1887 in Mexiko-Stadt; † 19. Januar 1967 ebenda) war ein mexikanischer Architekt. Zu seinen bekanntesten Arbeiten zählt das zwischen 1930 und 1932 entstandene Nationalgebäude (Edificio La Nacional), dem ersten „Wolkenkratzer“ in Mexiko-Stadt.

## Leben
Monasterio Popham war der fünfte Sohn des Vizeadmirals Ángel Ortiz Monasterio Irizarri (1849 – 28. März 1922) und dessen Frau María Raphaëlle Cecile (geborene Popham; * 1860–1953) und hatte 11 Geschwister, von denen neun das Erwachsenenalter erreichten. Er schloss sein Studium der Architektur am 25. Oktober 1913 ab. Anschließend war er an der Architekturschule der Academia de San Carlos tätig. In den Jahren 1922 bis 1924 lehrte er als Professor an der Nationalen Architekturschule und wurde deren Direktor. Von 1923 bis 1935 war er Präsident der Sociedad de Arquitectos de México (SAM). Er war mit María Luisa Pérez de León Espinosa verheiratet. Etwa fünf Jahre nach seinem Studienabschluss stellte er die Pläne für den Bau des Bahnhofs in Durango fertig. Einer seiner jüngeren Brüder war Juan Manuel Ortiz Monasterio Popham (1897–1983), der im Bankgeschäft tätig war.

## Werke (Auswahl)

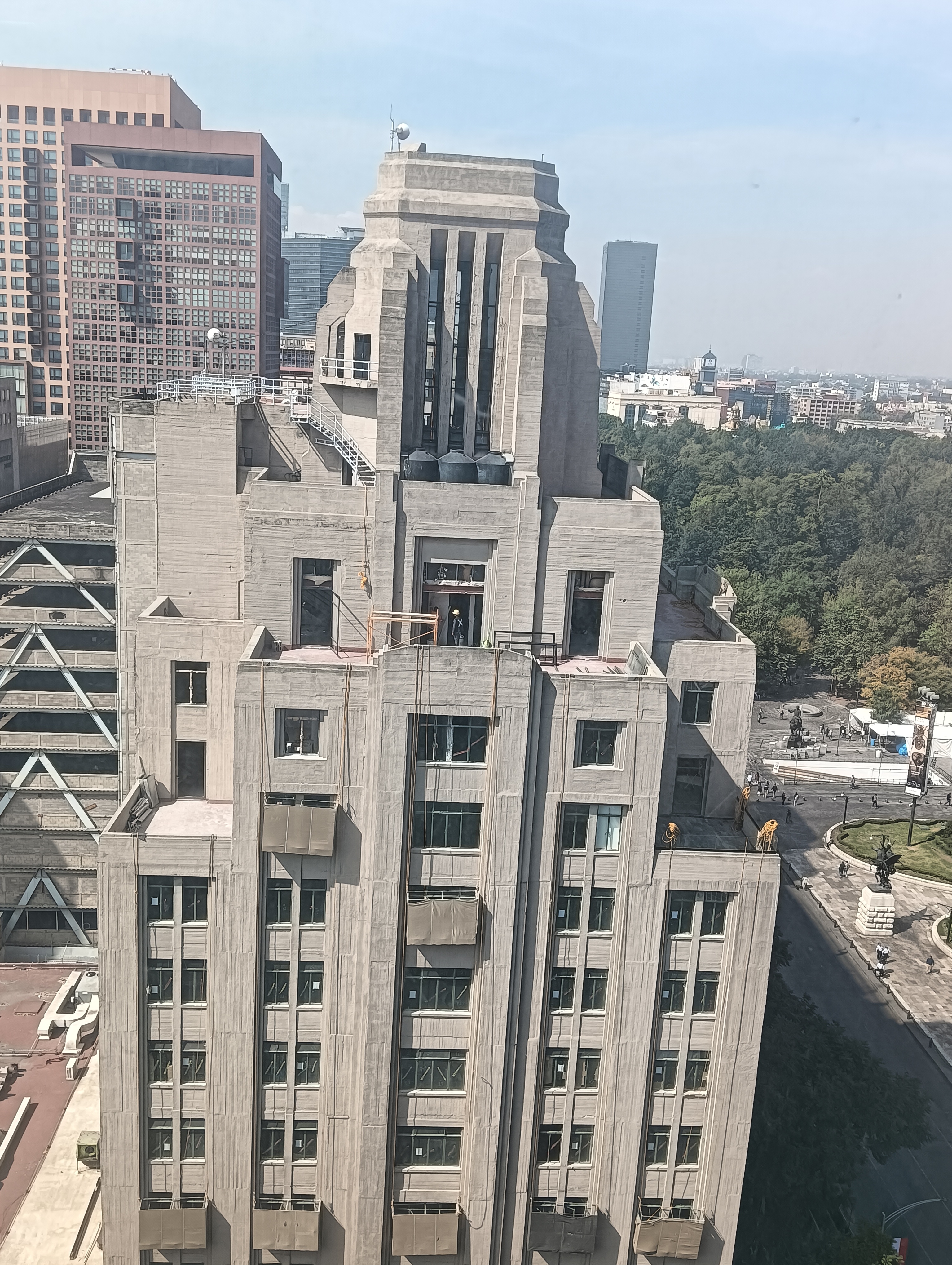
Edificio La Nacional

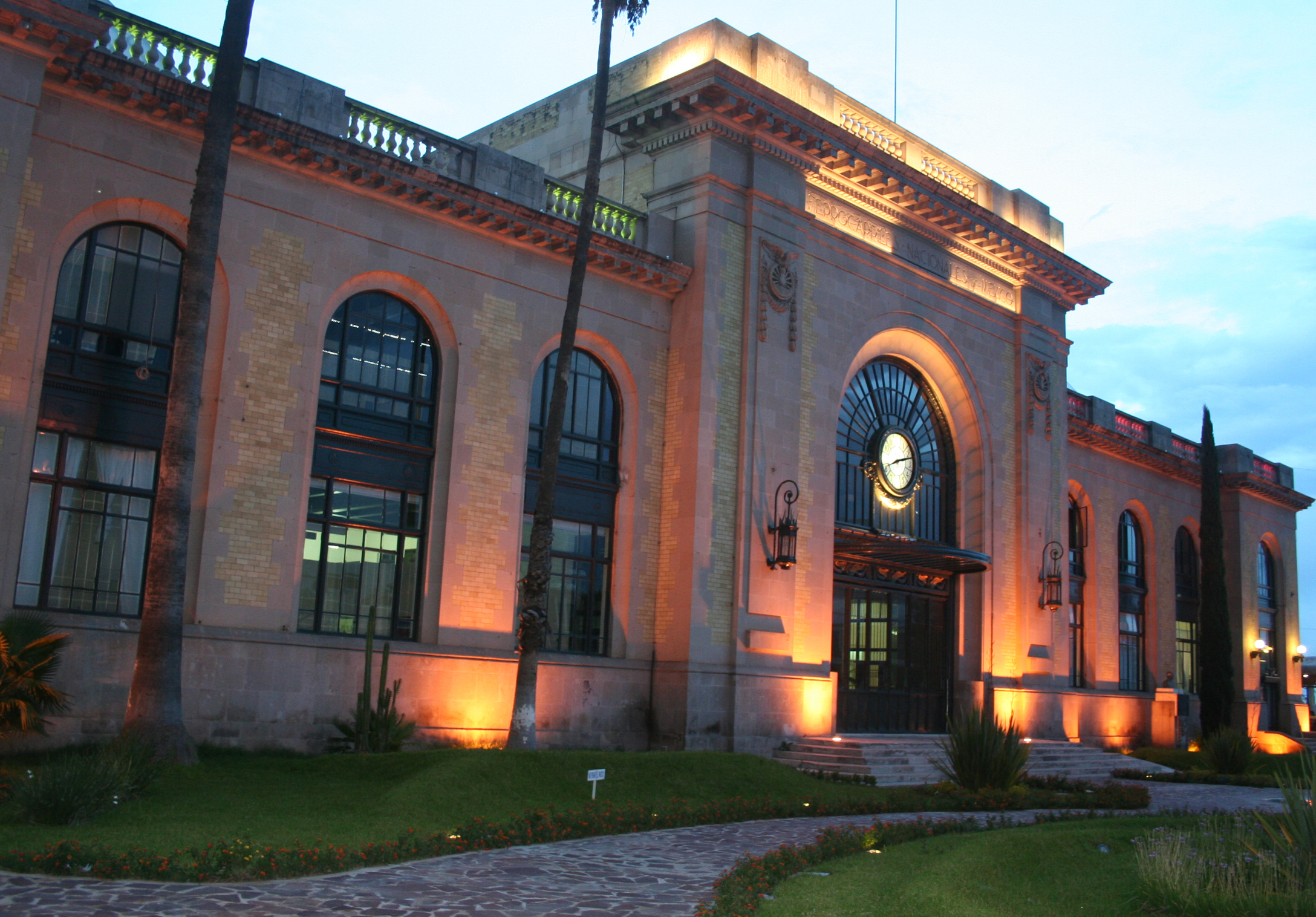
Ehemaliger Bahnhof Durango

- 1918–1922: Bahnhofsgebäude in Durango
- 1922: La casa González de Cosío (1946 zerstört)[3]
- um 1922: Haus mit neokolonialen Merkmalen für Doña Josefa Noguera, die Witwe des Llorente Noguera
- 1923: Gebäude der Nacional Financiera
- 1925–1926: Gebäude des Hauptschatzamtes (Tesorería General de la Federación)
- 1930–1932: Edificio alto de La Compañía Nacional de Seguros Hochhaus der Nationalen Versicherungsgesellschaft (in Zusammenarbeit mit Bernardo Calderón Cabrera und Luis Ávila)

In Gemeinschaft mit Luis Ávila
- 1943–1945: La Mariscala
- 1955–1957: Gebäude der Compañía Mexicana de Luz y Fuerza